# Катеринци
Катеринци (единствено число катеринец, катеринка, на гръцки: Κατερινιώτες) са жителите на град Катерини, Гърция. Това е списък на най-известните от тях.

## Родени в Катерини
А — Б — В — Г — Д –
Е — Ж — З — И — Й –
К — Л — М — Н — О –
П — Р — С — Т — У –
Ф — Х — Ц — Ч — Ш –
Щ — Ю — Я

### А
- Александрос Дзьолис (р. 1985), гръцки футболист
- Алкивиадис Пападимитриу (Αλκιβιάδης Παπαδημητρίου), гръцки андартски деец от трети клас[1]
- Ана Мани-Пападимитриу (р. 1964), гръцка юристка
- Анастасиос Гонгос (1925 – 1992), гръцки художник
- Антониос Карпузас (р. 1946), гръцки политик
- Апостолос Килесопулос (р. 1942), гръцки художник
- Атанасиос Йоргас Даукас (Αθανάσιος Γιώργας ή Νταούκας), гръцки андартски деец от трети клас[1]
- Атанасиос Ангелопулос (р. 1939), гръцки богослов
- Атанасиос Цакалидис (р. 1950), гръцки компютърен специалист
- Астерьос Касторис (р. 1960), гръцки политик
- Астерьос Папазисис (Αστέριος Παπαζήσης), гръцки андартски деец от трети клас[1]

### В
- Василиос Тавандзис (1896 – 1966), гръцки политик

### Г
- Георгиос Далас, гръцки андартски деец
- Георгиос Константопулос (р. 1958), гръцки политик
- Георгиос Папарасхос (1880 – 1955), гръцки политик

### Д
- Димитриос Биндас (Δημήτριος Μπίντας), гръцки андартски деец от трети клас[1]
- Димитриос Дзимугеоргис, гръцки андартски деец
- Димитриос Христоянис (р. 1957), гръцки лекар и политик

### И
- Игнатий Сотириадис (р. 1961), гръцки духовник

### Й
- Йоанис Амиридис (р. 1957), гръцки политик
- Йоанис Пастрас (Ιωάννης Πάστρας), гръцки андартски деец, четник при Гутас, участва в сраженията при Смилево и Макарово, подпомага и Диконимос Макрис[1]
- Йоанис Петридис (1931 - 2016), гръцки политик
- Йоанис Статис (Ιωάννης Στάθης), гръцки андартски деец, четник[2]
- Йоргос Зисопулос (р. 1984), гръцки футболист
- Йоргос Сахпадзидис (р. 1951), гръцки бизнесмен

### К
- Катерина Николаиду (р. 1992), гръцка гребкиня
- Константинос Гунгорелас (р. 1934), гръцки политик и юрист
- Константинос Карадзас или Сирос (Κωνσταντίνος Καραντζάς ή Σύρρος), гръцки андартски деец от трети клас[2]
- Константинос Караникас (Κωνσταντίνος Καρανίκας), гръцки андартски деец от трети клас, четник в четата на Малеас, сражава се с българи и власи[1]

### Л
- Лазарос Ламбру (р. 1997), гръцки футболист
- Лакис Папайоану (р. 1956), гръцки футболист

### М
- Макарий Кавакидис (р. 1962), гръцки православен старостилен епископ

### Н
- Николаос Бамбаникас (Νικόλαος Μπαμπανίκας), гръцки андартски деец, войвода на малка чета[1]
- Николаос Тегуляс (Νικόλαος Τεγούλιας), гръцки андартски деец, четник и куриер от влашки произход, борец срещу румънската пропаганда, участва в нападението над Апостол Хаджигогу[1]

### П
- Панделис Цертикидис (р. 1957), гръцки архитект

### С
- Савас Карипидис (р. 1979), гръцки хандбалист
- Савас Хионидис (р. 1959), гръцки политик
- Спиридон Манакос или Мулиос (Σπυρίδων Μανάκος ή Μούλιος), гръцки андартски деец, четник в четата на Малеас, взима участие във всички сражения и нападението над Апостол Хаджигогу[1]
- Спиридон Папагеоргиу (Σπυρίδων Παπαγεωργίου), гръцки андартски деец от трети клас[1]
- Стелиос Малезас (р. 1985), гръцки футболист

### Т
- Теодорос Митрас (1948 - 2021), гръцки юрист

### Х
- Харилаос Дзамаклис (р. 1954), гръцки политик
- Христос Лимбановнос (р. 1984), гръцки гимнастик